# AFC Tbilisi 2019
Questa voce raccoglie le informazioni riguardanti l'AFC Tbilisi nelle competizioni ufficiali della stagione 2019.

## Campionato georgiano di football americano 2019

### Stagione regolare
| Tbilisi 24 marzo 2019, ore 15:00 | Tbilisi Crusaders | 17 – 6 | AFC Tbilisi |  |

| Tbilisi 7 aprile 2019, ore 15:00 | Tbilisi Eagles | 12 – 40 | AFC Tbilisi |  |

| Tbilisi 17 novembre 2019 | AFC Tbilisi | 14 – 21 | Tbilisi Crusaders |  |

| Tbilisi 23 novembre 2019 | Tbilisi Eagles | 32 – 16 | AFC Tbilisi |  |

### Playoff
| 8 dicembre 2019 | Rustavi Steelers | 34 – 0 | AFC Tbilisi |  |

## Statistiche di squadra
| Competizione      | %Vittorie | In casa | In casa | In casa | In casa | In casa | In casa | In trasferta | In trasferta | In trasferta | In trasferta | In trasferta | In trasferta | Totale | Totale | Totale | Totale | Totale | Totale |
| Competizione      | %Vittorie | G       | V       | N       | P       | Pf      | Ps      | G            | V            | N            | P            | Pf           | Ps           | G      | V      | N      | P      | Pf     | Ps     |
| ----------------- | --------- | ------- | ------- | ------- | ------- | ------- | ------- | ------------ | ------------ | ------------ | ------------ | ------------ | ------------ | ------ | ------ | ------ | ------ | ------ | ------ |
| Stagione regolare | .250      | 1       | 0       | 0       | 1       | 14      | 21      | 3            | 1            | 0            | 2            | 62           | 61           | 4      | 1      | 0      | 3      | 76     | 82     |
| Playoff           | .000      | 0       | 0       | 0       | 0       | 0       | 0       | 1            | 0            | 0            | 1            | 0            | 34           | 1      | 0      | 0      | 1      | 0      | 34     |
| Totale            | .200      | 1       | 0       | 0       | 1       | 14      | 21      | 4            | 1            | 0            | 3            | 62           | 95           | 5      | 1      | 0      | 4      | 76     | 116    |